# Quatre Sants Màrtirs de Girona
Els Quatre Sants Màrtirs de Girona, és a dir, els germans: Germà, Just, Paulí i Sici eren sants llegendaris que, segons la tradició gironina, havien nascut a la vila de la Pera, a l'església de la qual són venerats, i varen ser martiritzats a la ciutat de Girona durant la persecució de Dioclecià, al final del segle iii.

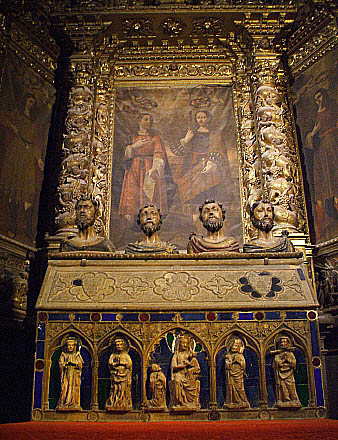
Capella dels Sants Màrtirs, a la Catedral (retaule de ca. 1690)
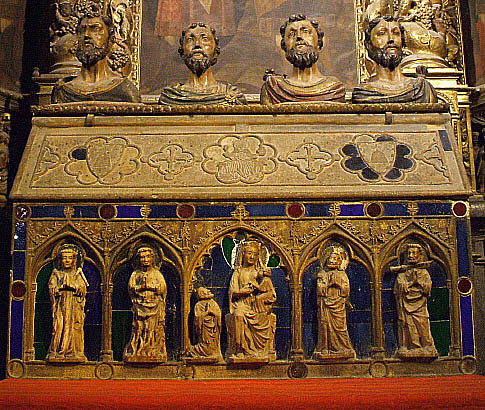
Arqueta dels Sants, a la Capella de la Catedral (primera meitat del segle xiv)

A partir del treball dels bol·landistes, com el pare Daniel Papenbroch, es considera que es tracta d'una llegenda apòcrifa i es dubta de la historicitat d'aquests quatre sants: és més probable que la llegenda s'hagi creat a partir de la història dels Quatre Sants Coronats de Pannònia (i els Quatre Sants Coronats de Roma, creats, al seu torn a partir d'ells), barrejant-ne elements (els sants pannonis eren, justament, els patrons tradicionals dels escultors en molts llocs d'Europa i també a Catalunya).

## Veneració
En la mateixa línia, la tradició i els historiadors antics, com Jeroni Pujades, atribuïen a Carlemany el trasllat de les relíquies, el 778, a la catedral que ell mateix hauria fundat. Aquesta versió, sense fonament històric, ha quedat rebatuda. Des de l'Edat Mitjana, però, es veneren les relíquies atribuïdes a aquests sants a la Capella dels Sants Màrtirs de la Catedral de Girona, on hi ha un sepulcre gòtic coronat per quatre caps de fusta del segle xvii.
Eren els patrons de pedraires, escultors en pedra i picapedrers, ja que tots quatre es dedicaven a aquest ofici. La seva festa és el 2 de juny. A Girona, aquest dia, els picapedrers ballaven sardanes a la Plaça del Vi, davant el relleu dels quatre sants col·locat a la façana de la Casa Barceló.